# Stade Toulousain
Stade Toulousain är en fransk rugbyklubb som spelar i Top 14, den högsta ligan i det franska seriesystemet. Klubben kommer från staden Toulouse i departementet Haute-Garonne i Occitanien i södra Frankrike, och är Frankrikes mest framgångsrika rugbyklubb. Klubben har vunnit det franska mästerskapet 24 gånger, senast år 2025. Stade Toulousain har också vunnit Heineken Cup, rugbyns motsvarighet till fotbollens UEFA Champions League, sex gånger, vilket även det är mer än något annat lag gjort.